# Station Westerhausen
Station Westerhausen (Haltepunkt Westerhausen) is een spoorwegstation in de Duitse plaats Westerhausen, behorende tot Ortsteil Oldendorf, gemeente Melle, in de deelstaat Nedersaksen. Het station ligt aan de spoorlijn Löhne - Rheine. Het station telt twee perronsporen. Op het station stoppen alleen treinen van de Westfalenbahn.

## Treinverbindingen
De volgende treinserie doet station Westerhausen aan:
| Serie       | Treinsoort                      | Route                                                                                         | Bijzonderheden    |
| ----------- | ------------------------------- | --------------------------------------------------------------------------------------------- | ----------------- |
| 20350 RB 61 | Stoptrein/Regionalbahn (Keolis) | Hengelo – Bad Bentheim – Rheine – Osnabrück Hbf – Westerhausen – Bünde(Westf) – Bielefeld Hbf | Wiehengebirgsbahn |